# Jaso (stato)
Lo Stato di Jaso fu uno stato principesco del subcontinente indiano, avente per capitale la città di Jaso.

## Storia
Lo stato di Jaso venne fondato nel 1732. Attorno al 1750 esso venne diviso negli stati di Bandhora e Jaso, i quali poi vennero riuniti sul finire del secolo.
Nel 1816 Jaso divenne un protettorato britannico.
L'ultimo governante locale siglò l'annessione all'India nel 1948.
I governanti di Jaso appartenevano alla dinastia dei Bundela dei Rajputs ed avevano il titolo di Dewan.

## Governanti

### Dewan
- 1732 - 17.. Bharti Chand
- 17.. - ... Hari Singh
- ... -  ... Chet Singh
- 1816 Murat Singh
- 18.. - 1860 Ishri Singh (n. ... - m. 1860)
- 1860 Ram SinghTemplate:Dn (n. ... - m. 1860)
- 1860 - 1869 Satarjit Singh
- 1869 - 1876 Bhopal Singh
- 1876 - 1888 Gajraj Singh
- 1888 - 1889 Chhatrapati Singh
- 7 luglio 1889 - 1900 Jagat Raj Singh
- 1900 - 1918 Girwar Singh
- 1918 - 15 agosto 1947 Ram Pratap Singh

Durjan Singh e Medni Singh governarono anche col titolo di Dewan di Bandhora quando lo stato venne diviso da Jaso nel XVIII secolo.